# Liste der Stolpersteine in Niederösterreich

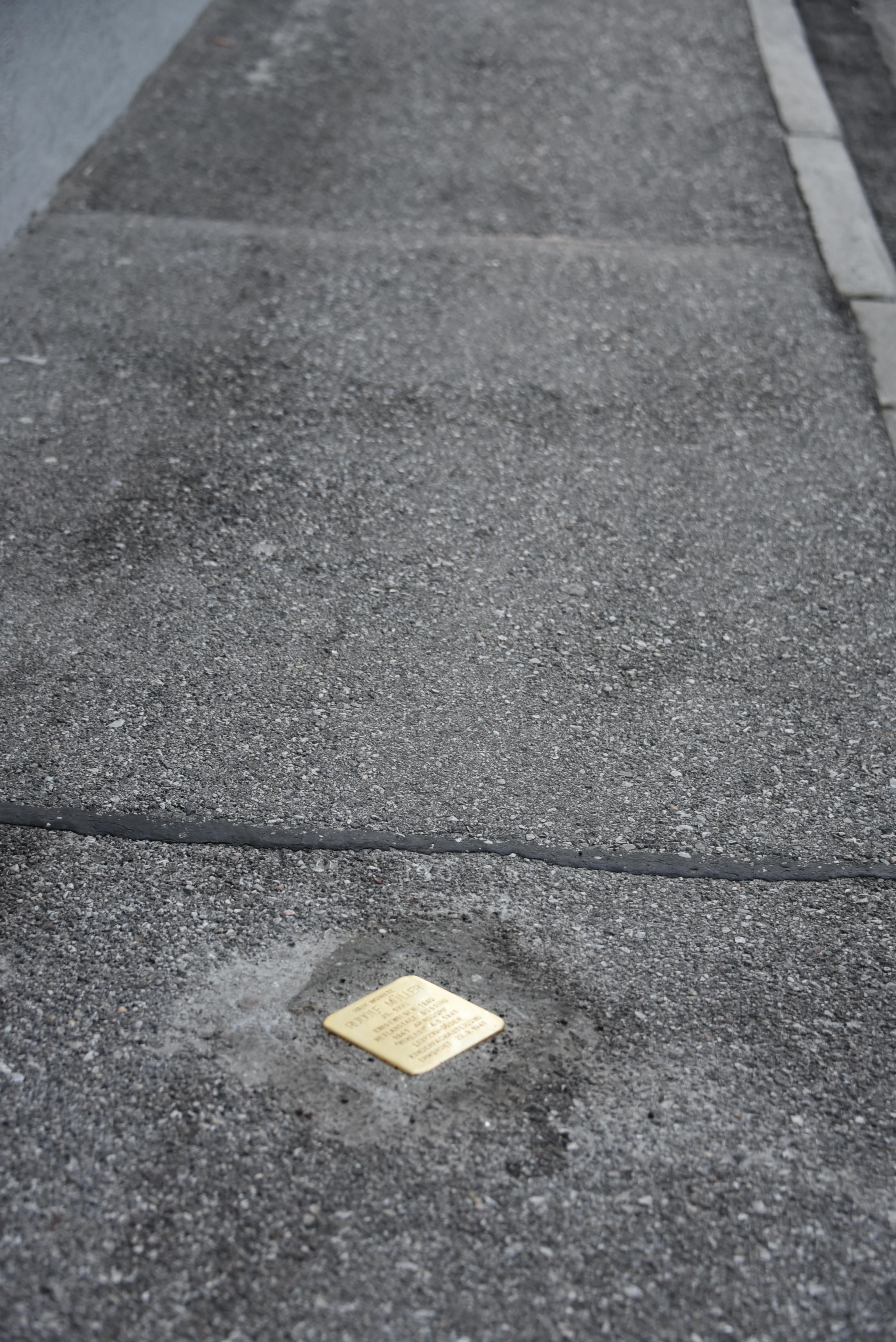
Stolperstein in Wiener Neustadt

Die Liste der Stolpersteine in Niederösterreich enthält die Stolpersteine im österreichischen Bundesland Niederösterreich, in (Stand Oktober 2018) sieben Gemeinden. Stolpersteine erinnern an das Schicksal der Menschen, die von den Nationalsozialisten ermordet, deportiert, vertrieben oder in den Suizid getrieben wurden. Die Steine wurden von Gunter Demnig konzipiert und verlegt. Sie werden im Regelfall vor dem letzten selbstgewählten Wohnort verlegt.
Eine ernsthafte und umfassende Auseinandersetzung mit der NS-Vergangenheit unter Nutzung des Demnig’schen Projekts findet bislang nur in drei niederösterreichischen Städten statt: in Mödling (wo 2006 die ersten Stolpersteine in Niederösterreich verlegt wurden), in Wiener Neustadt (seit 2010) und in Neunkirchen (seit 2011). Zusammen genommen repräsentieren diese drei Städte jedoch nur 4,6 % der niederösterreichischen Bevölkerung. Das Projekt Stolpersteine für Wiener Neustadt zählt aber mit über hundert verlegten Steinen (Stand: November 2016) zu den aktivsten Projekten außerhalb Deutschlands.
Weiters werden seit Oktober 2018 in St. Pölten „Steine der Erinnerung“, etwas größere Messingplatten, für getötete Juden verlegt. Nachahmungen dieser Façon finden sich auch in Melk und Wilhelmsburg.

## Liste der Stolpersteine
Die Tabellen sind teilweise sortierbar; die Grundsortierung erfolgt alphabetisch nach dem Familiennamen.

### Krems an der Donau
In der Statutarstadt Krems an der Donau wurde folgender Stolperstein verlegt:
| Stolperstein | Inschrift | Verlegeort      | Name, Leben |
| ------------ | --- | --------------- | --- |
|              | HIER WOHNTE RUDOLF REDLINGHOFER JG. 1900 ZEUGE JEHOVAS KRIEGSDIENST VERWEIGERT VERHAFTET 18.8.1939 HINGERICHTET 11.1.1940 BERLIN-PLÖTZENSEE | Spitalgasse 3 · | Rudolf Redlinghofer (geboren am 31. Oktober 1900 in der Wiener Alservorstadt) wohnte in Krems an der Donau, als ihn im Juli 1939 ein Einberufungsbefehl erreichte. Er verweigerte als Zeuge Jehovas (damals auch Bibelforscher genannt) aus Gewissensgründen den Dienst mit der Waffe und wurde daher am 18. August 1939 verhaftet und am 11. Jänner 1940 im Strafgefängnis Berlin-Plötzensee durch das Fallbeil hingerichtet. 58 Jahre nach seiner Hinrichtung hob die Republik Österreich das Unrechtsurteil von einst auf, Redlinghofer wurde als eines der ersten NS-Opfer in Österreich rehabilitiert. |

## Nachahmungen
Am 4. Oktober 2018 sind in St. Pölten die ersten 12 „Steine der Erinnerung“ an 8 Adressen für im Holocaust ermordete St. Pöltner Jüdinnen und Juden gesetzt worden. Die 18 × 18 cm großen Messingtafeln werden im Gehsteig vor der letzten freiwilligen Wohnadresse in Anwesenheit von Angehörigen und Hinterbliebenen eingelassen. Eine solche Tafel mit den Namen von Rudolf und Emma Kohn etwa in der Fuhrmannsgasse 15. Im Holocaust wurden 575 Angehörige der jüdischen Kultusgemeinde St. Pölten ermordet. Die erste Verlegeaktion erfolgte anlässlich 30 Jahre Institut für jüdische Geschichte Österreichs in Zusammenarbeit mit den aktuellen Hausbesitzern und -bewohnern und unter Teilnahme des Bürgermeisters Matthias Stadler (SPÖ) und soll jährlich fortgesetzt werden.